# Rhipidura fuliginosa
Rhipidura fuliginosa е вид птица от семейство Rhipiduridae.

## Разпространение
Видът е разпространен в Австралия, Вануату, Нова Каледония, Нова Зеландия и Соломоновите острови.